# 제40회 세자르상
제40회 세자르상은 2015년 2월 20일에 열린 시상식이다.

## 수상 및 후보

### 작품상
- 팀북투 - 압데라만 시사코 수상
- 싸우는 사람들 - 토머스 카일리
- 이스턴 보이즈 - 로빈 캉필로
- 벨리에 패밀리 - 에릭 라티고
- 히포크라테스 - 토마스 릴티
- 생 로랑 - 베르트랑 보넬로
- 클라우즈 오브 실스마리아 - 올리비에 아사야스

### 감독상
- 팀북투 - 압데라만 시사코 수상
- 걸후드 - 셀린 시아마
- 싸우는 사람들 - 토머스 카일리
- 이스턴 보이즈 - 로빈 캉필로
- 히포크라테스 - 토마스 릴티
- 생 로랑 - 베르트랑 보넬로
- 클라우즈 오브 실스마리아 - 올리비에 아사야스

### 남우주연상
- 이브 생 로랑 - 피에르 니네이 수상
- 디플로머시 - 닐스 아르스트럽
- 나는 앞으로 심장을 목표로 한다 - 기욤 까네
- 벨리에 패밀리 - 프랑수아 다미앙
- 나의 사적인 여자친구 - 로망 뒤리스
- 히포크라테스 - 벵상 라코스테
- 생 로랑 - 가스파르 울리엘

### 여우주연상
- 싸우는 사람들 - 아델 에넬 수상
- 클라우즈 오브 실스마리아 - 줄리엣 비노쉬
- 내일을 위한 시간 - 마리옹 꼬띠아르
- 인 더 코트야드 - 까뜨린느 드뇌브
- 낫 마이 타입 - 에밀리 드켄
- 쉬 어도르 힘 - 상드린 키베를랭
- 벨리에 패밀리 - 카린 비아르

### 남우조연상
- 히포크라테스 - 레다 카텝 수상
- 벨리에 패밀리 - 에릭 엘모스니노
- 이브 생 로랑 - 기욤 갈리엔
- 생 로랑 - 루이스 가렐
- 생 로랑 - 제레미 레니에

### 여우조연상
- 클라우즈 오브 실스마리아 - 크리스틴 스튜어트 수상
- 히포크라테스 - 마리안느 데니코트
- 룰루 인 더 누드 - 클로드 겐색
- 웰컴, 삼바 - 이지아 이즐랭
- 이브 생 로랑 - 샬롯 르 본

### 신인남우상
- 싸우는 사람들 - 케빈 아자이스 수상
- 레스 헤리티어스 - 아흐마드 드라메
- 이스턴 보이즈 - 키릴 에멜야노브
- 고잉 어웨이 - 피에르 로체포트
- 메이 알라 블레스 프랑스! - 마크 진가

### 신인여우상
- 벨리에 패밀리 - 루안 에머라 수상
- 브레스 - 루 드 라쥬
- 브레스 - Josephine Japy
- 피델리오 - 아리안 라베드
- 걸후드 - 카리자 투레

### 각본상
- 팀북투 - 압데라만 시사코 외 1명 수상
- 싸우는 사람들 - 토머스 카일리
- 벨리에 패밀리 - 에릭 라티고 외 1명
- 히포크라테스 - 토마스 릴티 외 1명
- 클라우즈 오브 실스마리아 - 올리비에 아사야스

### 각색상
- 디플로머시 - 시릴 겔리 외 1명 수상
- 라 샴브르 블뢰 - 마티유 아말릭 외 1명
- 룰루 인 더 누드 - 솔베이그 안스팍 외 1명
- 낫 마이 타입 - 루카스 벨보
- 나는 앞으로 심장을 목표로 한다 - 세드릭 앵거

### 촬영상
- 팀북투 - 소피안 엘 파니 수상
- 라 샴브르 블뢰 - 크리스토퍼 보칸
- 생 로랑 - 조시 데샤이즈
- 클라우즈 오브 실스마리아 - 요리끄 르소
- 이브 생 로랑 - 토머스 하드메이어

### 의상상
- 생 로랑 - 아나이스 로망 수상
- 미녀와 야수 - 피에르-이베스 게이로드
- 더 커넥션 - 캐린 사파티
- 나의 사적인 여자친구 - 파스칼린 샤반느
- 이브 생 로랑 - 매들린 폰테인

### 음향상
- 팀북투 - 로망 딤니 외 2명 수상
- 걸후드 - Pierre Andre 외 1명
- 버드 피플 - 니콜라스 모리우 외 2명
- 싸우는 사람들 - 기욤 부샤띠에 외 2명
- 생 로랑 - 니콜라스 모리우 외 2명

### 편집상
- 팀북투 - Nadia Ben Rachid 수상
- 싸우는 사람들 - Lilian Corbeille
- 히포크라테스 - 크리스텔 드윈터
- 파티 걸 - Frederic Baillehaiche
- 생 로랑 - 파브리스 루아드

### 음악상
- 팀북투 - Amine Bouhafa 수상
- 걸후드 - 장-바티스트 드 로비에
- 버드 피플 - 베아트리체 티리에
- 싸우는 사람들 - 라이오넬 플레어 외 2명
- 이브 생 로랑 - 이브라힘 말루프

### 미술상
- 미녀와 야수 - 티에리 플라망 수상
- 더 커넥션 - 장-필립 모류스
- 생 로랑 - 카샤 비스콥
- 팀북투 - 세바스티안 버츨러
- 이브 생 로랑 - 엘리네 보네토

### 단편영화상
- 라 팜므 드 리오 - 니콜라스 레이 외 1명 수상
- 에이사 - 클레멘트 트레힌-랄란느
- 갱 이누이트 - 세바스티앙 베베데르
- 더 데이즈 비포 - 카림 무사위
- 겸손의 의미 - 세바스찬 바일리
- 라 비레 아 빠남 - 하킴 주아니

### 애니메이션상 - 단편
- 슈퍼미니 - 토마스 자보 외 1명 수상
- 레스 쁘띠 까이유 - 클로이 마즐로 수상
- 바다의 노래 - 톰 무어
- 쿠크하트 : 시계심장을 가진 소년 - 스테판 벨라 외 1명
- Bang Bang! - 줄리엔 비사로
- 라 부쉬 드 노엘 - 뱅상 파타르
- 아나톨의 작은 냄비 - 에릭 몬차우드

### 외국어영화상
- 마미 - 자비에 돌란 수상
- 노예 12년 - 스티브 맥퀸
- 보이후드 - 리처드 링클레이터
- 내일을 위한 시간 - 장 피에르 다르덴 외 1명
- 이다 - 파벨 포리코브스키
- 그랜드 부다페스트 호텔 - 웨스 앤더슨
- 윈터 슬립 - 누리 빌게 제일란

### 데뷔작품상
- 싸우는 사람들 - 토머스 카일리 수상
- 쉬 어도르 힘 - 잔 에리
- 피델리오 - 루시 보리튜
- 파티 걸 - 마리 아마슈켈리-바르사크
- 메이 알라 블레스 프랑스! - 압드 알 말릭

### 다큐멘터리상
- 제네시스: 세상의 소금 - 빔 벤더스 외 1명 수상
- 카투니스츠-풋 솔져스 오브 데모크러시 - 스테파니 발로아토
- 레스 체브레스 드 마 메레 - 소피 아우디어
- 라 코우르 드 바벨 - 줄리 베르투첼리
- 내셔널 갤러리 - 프레더릭 와이즈먼

## 같이 보기
- 제27회 유럽 영화상
- 제87회 아카데미상
- 제68회 영국 아카데미 영화상